# Kocioł (województwo dolnośląskie)
Kocioł (niem. Kuttel, cz. Drška) – wieś w Polsce położona w województwie dolnośląskim, w powiecie kłodzkim, w gminie Lewin Kłodzki.

## Położenie
Kocioł to wieś łańcuchowa leżąca w najdalej na południe leżącej części Wzgórz Lewińskich, na wschód od Taszowskich Górek, na północnych zboczach Kościelnej Góry, na wysokości około 460–510 m n.p.m.

## Podział administracyjny
W latach 1975–1998 miejscowość administracyjnie należała do województwa wałbrzyskiego.

## Historia
Kocioł powstał w XVI wieku jako folwark, około 1600 roku stał się wsią należącą do Lewina Kłodzkiego. W roku 1747 mieszkało tu 15 zagrodników i chałupników, a w 1765 kmieci, 12 zagrodników i chałupników, w tym 14 rzemieślników. W 1840 roku w miejscowości było 17 budynków i 18 warsztatów tkackich, tak więc praktycznie wszyscy mieszkańcy trudnili się tkactwem chałupniczym. W XIX wieku miejscowość ożywiła się, ponieważ znalazła się na trasie z Lewina Kłodzkiego do Olešnic, które były wtedy modnym letniskiem. W tym czasie w Kotle był pruski urząd celny, a przy granicy z Czechami znajdowała się popularna gospoda. Po 1945 roku wieś podupadła, znacznie się wyludniła i utraciła charakter uzdrowiskowy. 1992 roku było tu zaledwie 8 gospodarstw rolnych.

## Szlaki turystyczne
Przez Kocioł przechodzą dwa szlaki turystyczne:
- Ptak (Fort Karola) – Lisia Przełęcz – Kulin Kłodzki – Przełęcz w Grodźcu – Leśna – Lewin Kłodzki – Taszów – Kocioł – Miejski Lasek – Jawornica – Zimne Wody – Kozia Hala – Sołtysia Kopa – Podgórze PL/CZ – Orlica – Zieleniec – Torfowisko pod Zieleńcem – Kamienna Góra – Przełęcz Sokołowska – Polanica-Zdrój,
- Ludowe – Przełęcz Polskie Wrota – Jawornica – Jerzykowice Małe – Kocioł – Kocioł PL/CZ – Olešnice v Orlických horách – Číhalka – Podgórze PL/CZ.